# Villa González
Villa González är en kommun i Dominikanska republiken. Den ligger i provinsen Santiago, i den centrala delen av landet, 140 km nordväst om huvudstaden Santo Domingo. Antalet invånare 
i kommunen är cirka 37 000.
Terrängen runt Villa González är platt åt sydväst, men åt nordost är den kuperad. Närmaste större samhälle är Santiago de los Caballeros, 13,7 km sydost om Villa González. Omgivningarna runt Villa González är en mosaik av jordbruksmark och naturlig växtlighet.